# Silhouettea aegyptia
Silhouettea aegyptia es una especie de pez de la familia de los Gobiidae en el orden de los Perciformes.

## Morfología
Los machos pueden llegar a alcanzar los 4,4 cm de longitud total.

## Alimentación
Come copépodos, nematodos, gasterópodos y oligoquetoss

## Hábitat
Es un pez de mar y, de clima tropical y demersal.

## Distribución geográfica
Se encuentra en el Mar Rojo, incluyendo el Canal de Suez, Egipto y Israel. 

## Observaciones
Es inofensivo para los humanos. 